# المرداء
المرداء هي إحدى قرى عزلة القارة بمديرية المضيبي بلغ تعداد سكانها 32 نسمة حسب تعداد عمان لعام 2004.